# Clase de Altemburgo
La Clase de Altemburgo  es una clase de pintores de cerámica ática de figuras negras enócoes del primer cuarto del siglo V a. C. Se trata de enócoes de Tipo I con cuerpo ovoide, cuello largo con un collar decorado, asa alta y pie en forma de equino. La clase recibió el nombre de John Beazley a partir de un vaso del Museo de Lindenau en Altemburgo. Beazley no la atribuyó a ningún pintor, pero todos pertenecen al mismo taller.